# Дильштедт
Дильштедт (нем. Dillstädt) — община в Германии, в земле Тюрингия. 
Входит в состав района Шмалькальден-Майнинген. Подчиняется управлению Дольмар.  Население составляет 847 человек (на 31 декабря 2010 года). Занимает площадь 13,96 км².